# Bortniki (obwód lwowski)
Bortniki (ukr. Бортники) – wieś w rejonie stryjskim (do 2020 roku w rejonie żydaczowskim) obwodu lwowskiego. W II Rzeczypospolitej miejscowość była siedzibą gminy wiejskiej Bortniki. Wieś liczy 1002 mieszkańców.
Znajduje się tu przystanek kolejowy Bortniki, położony na linii Lwów – Czerniowce.

## Dwór
- piętrowy dwór  wybudowany według projektu Juliana Zachariewicza, kryty dachem czterospadowym z ryzalitem od frontu, krytym dachem dwuspadowym. W ryzalicie: a) główne wejście zwieńczone półkoliście z agrafą zawierającą  herb Jelita, wejście ozdobione portalem z dwiema półkolumnami jońskimi potrzymującymi pilaster; b) kartusze z herbami Franciszka Zamoyskiego - Jelita (L) i  Marii Lubomirskiej (1877-1954) - Szreniawa (P) nad arkadowym oknem poddasza w kształcie biforium. W otoczeniu dwie oficyny wybudowane w XIX w., w stylu klasycystycznym. Dwór otaczał park angielski[2].

## Urodzeni
- Stanisław Wyrzykowski urodził się 30 listopada 1869 w Bortnikach, polski poeta, powieściopisarz i tłumacz okresu Młodej Polski.

## Linki zewnętrzne

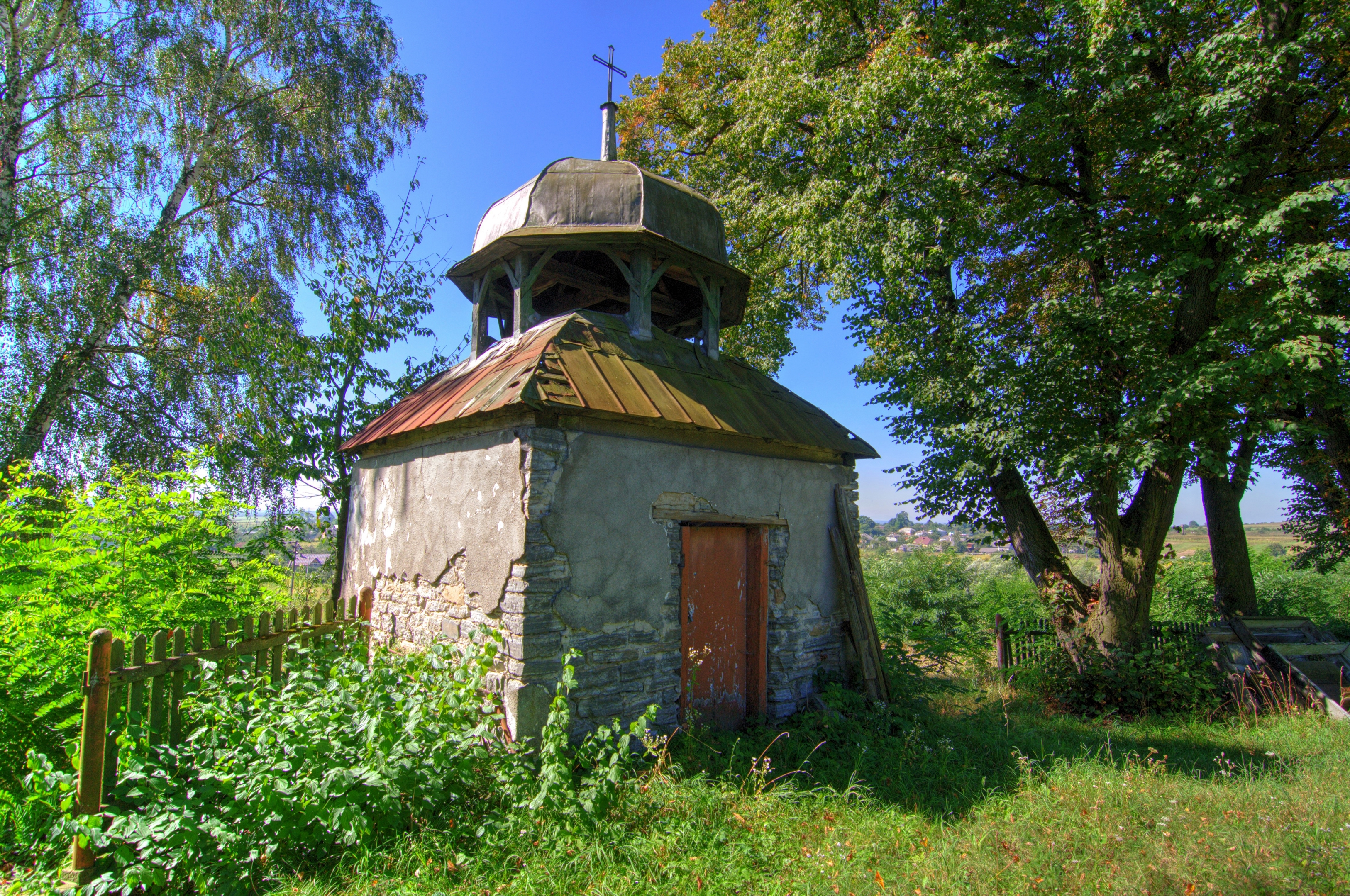
Dzwonnica